# Bathydrilus munitus
Bathydrilus munitus är en ringmaskart som beskrevs av Erséus 1990. Bathydrilus munitus ingår i släktet Bathydrilus och familjen glattmaskar. Inga underarter finns listade i Catalogue of Life.